# Rhacophorus orlovi
Espèce
Statut de conservation UICN

 LC  : Préoccupation mineure
Rhacophorus orlovi est une espèce d'amphibiens de la famille des Rhacophoridae.

## Répartition
Cette espèce se rencontre, jusqu'à 850 m, au Viêt Nam, au Laos et en Thaïlande,.

## Étymologie
Cette espèce est nommée en l'honneur de Nikolai Lutseranovich Orlov.

## Publication originale
- Ziegler & Köhler, 2001 : Rhacophorus orlovi sp. n., a new tree frog from Vietnam (Amphibia: Anura: Rhacophoridae). Sauria, vol. 2001, no 3, p. 37-46.